# Thom Puckey

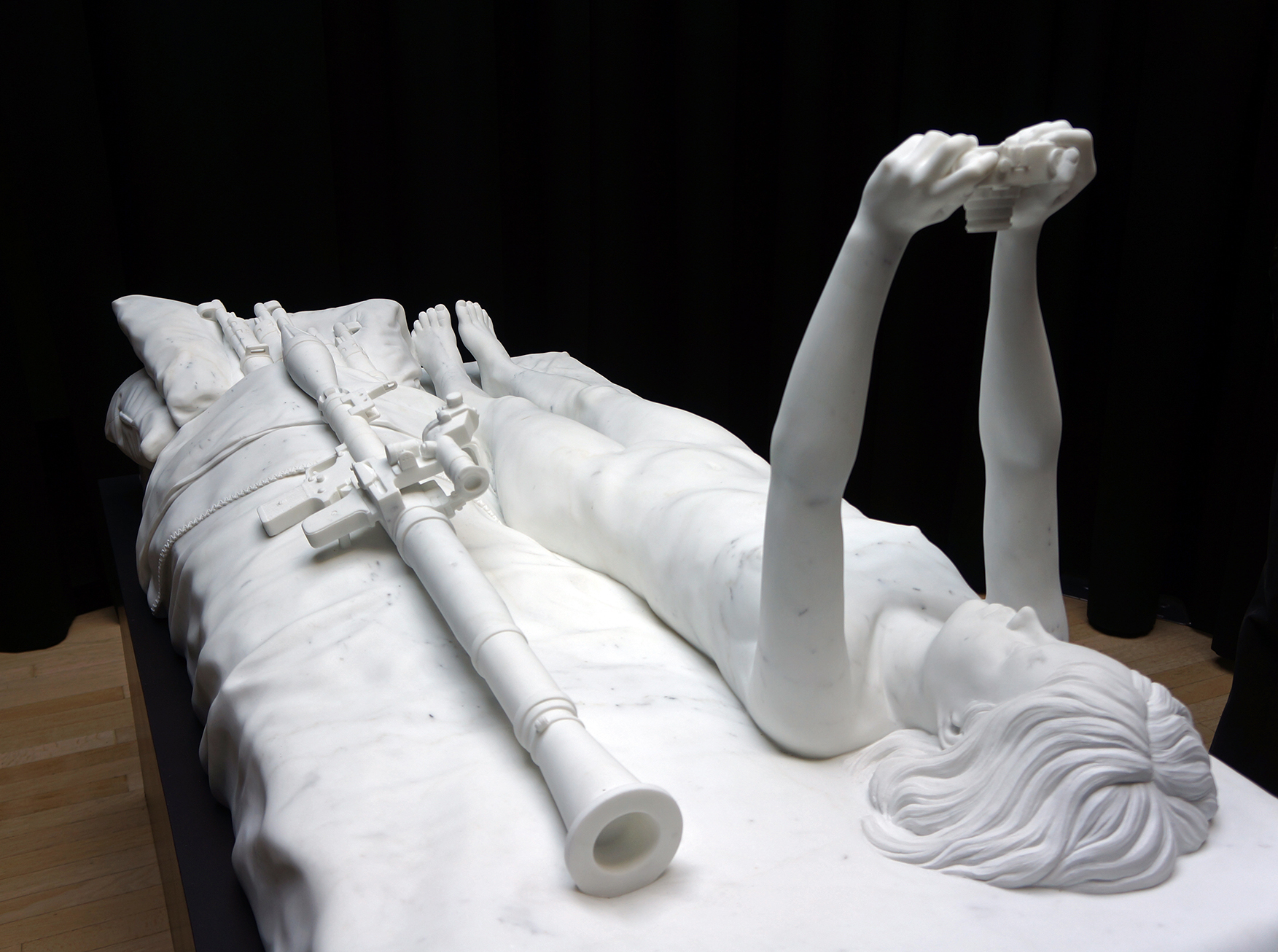
Figure on Bed with Camera and Weapons (2013) by Thom Puckey, statuario marble, carved from a single block. Dimensions - 206 x 104 x 77 cm

Thomas William (Thom) Puckey (Bexleyheath, Engeland, 23 mei 1948) is een Britse beeldhouwer, woonachtig in Amsterdam en Toscane. Hij behaalde in 1975 een masterdiploma aan het Royal College of Art, na een studie beeldende kunst aan Croydon Collage of Art. In 1979 verhuisde hij naar Nederland.
In 1990 had hij een solotentoonstelling in het Stedelijk Museum Amsterdam, waar een aantal van zijn werken zich in de vaste collectie bevinden.  Hij toonde zijn werk tijdens solotentoonstellingen in diverse bekende musea en galeries in Nederland, België, Italië en Duitsland. 
Puckey heeft les gegeven aan verschillende kunstacademies in Nederland, waaronder de Rijksakademie van beeldende kunsten (1987-1995) als docent beeldhouwkunst, en AKV St. Joost (1997-2013) als docent beeldende kunst. De afgelopen jaren was hij gastdocent aan verschillende kunstacademies en universiteiten in China. Zijn werk is opgenomen in tal van internationale particuliere- en museumcollecties, en zijn openbare sculpturen in opdracht zijn prominent aanwezig in diverse Nederlandse steden. In 2017 voltooide hij een monument voor Johan Rudolph Thorbecke, geplaatst tegenover het binnenhof in Den Haag.
In 2013 ontwierp hij een Nederlandse herdenkingsmunt van 5 Euro, met als onderwerp het Vredespaleis - het Vredespaleis Vijfje.
In 1986 ontving Puckey de Sandbergprijs voor Beeldende Kunst van de Gemeente Amsterdam.

## Artistieke carrière

### Performance
Van 1972-1980 werkte Puckey als performancekunstenaar en vormde samen met Dirk Larsen het duo "Reindeer Werk". Zij werkten, traden op en exposeerden door heel Europa, Noord-Amerika en namen in 1977 deel aan Documenta VI. Een ander hoogtepunt was hun vijf dagen en nachten durende project 'A Prediction' in De Appel (1978).

### Beeldhouwwerk
Sinds 1983 werkt Puckey als beeldhouwer, eerst aan optische/abstracte sculpturen. Later werden zijn sculpturen steeds figuratiever, waarbij zijn recente bronzen en vooral marmeren sculpturen sterk refereren aan 19e-eeuwse Realisme. De modellen voor deze bewerkelijke beelden zijn altijd specifieke mensen, en bij de productie worden traditionele methoden van gieten, houwen en afwerken gebruikt.
De realistische (gemodelleerde of gehouwen) vrouwelijke naakten, nauwkeurig uitgevoerd tot in de meest intieme details, in geprononceerde poses met wapens, zijn afgebeeld op alledaagse voorwerpen zoals matrassen, kussens en meubels. Het contrast tussen de naaktheid die verwijst naar de klassieke oudheid en de wreed ogende hedendaagse militaire technologie doet klassieke studiotechnieken samenvallen met kunsthistorische erfenissen en hedendaagse politieke implicaties.

### Analoge fotografie
Sinds 2016 concentreert Puckey zich meer op analoge zwart-witfotografie, waarbij hij uitsluitend in zijn eigen donkere kamer en studio werkt en de foto's zelf maakt, ontwikkelt en afdrukt. De onderdelen van de beelden worden in eerste instantie met grote precisie gecomponeerd, maar vervolgens vaak aan het toeval overgelaten met behulp van lange sluitertijden en beweeglijke lichten of een mobiele camera. In zijn complexe en vervreemdende foto's lijken het licht, de tijd en de ruimtelijkheid vaak een evenredig belang te krijgen als de geportretteerde scène of het onderwerp.

## Fotogalerij

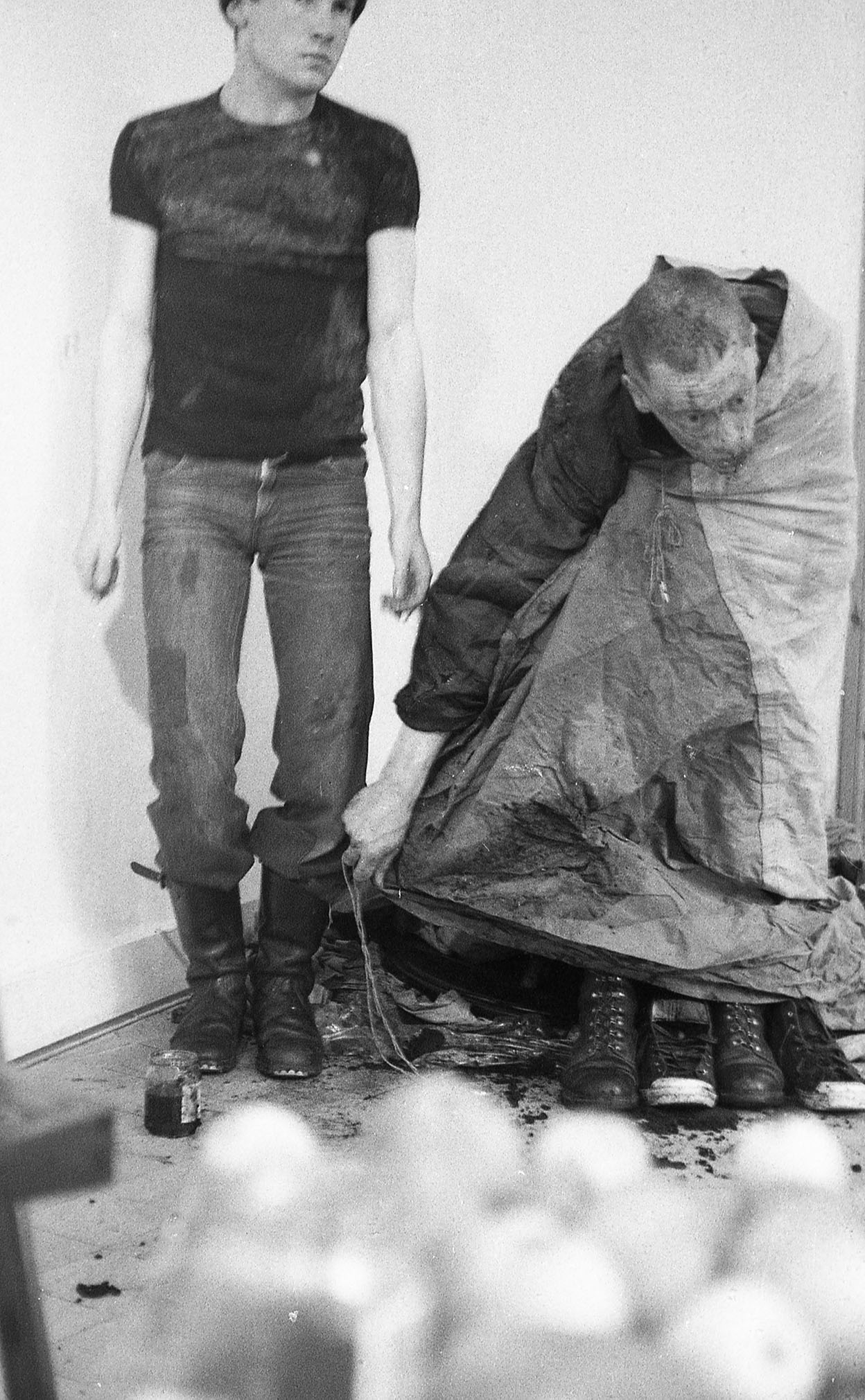
Reindeer Werk in performance (1975) Thom Puckey and Dirk Larsen. Galerie St. Petri, Lund, Sweden. Photographer - Angela Spanswick
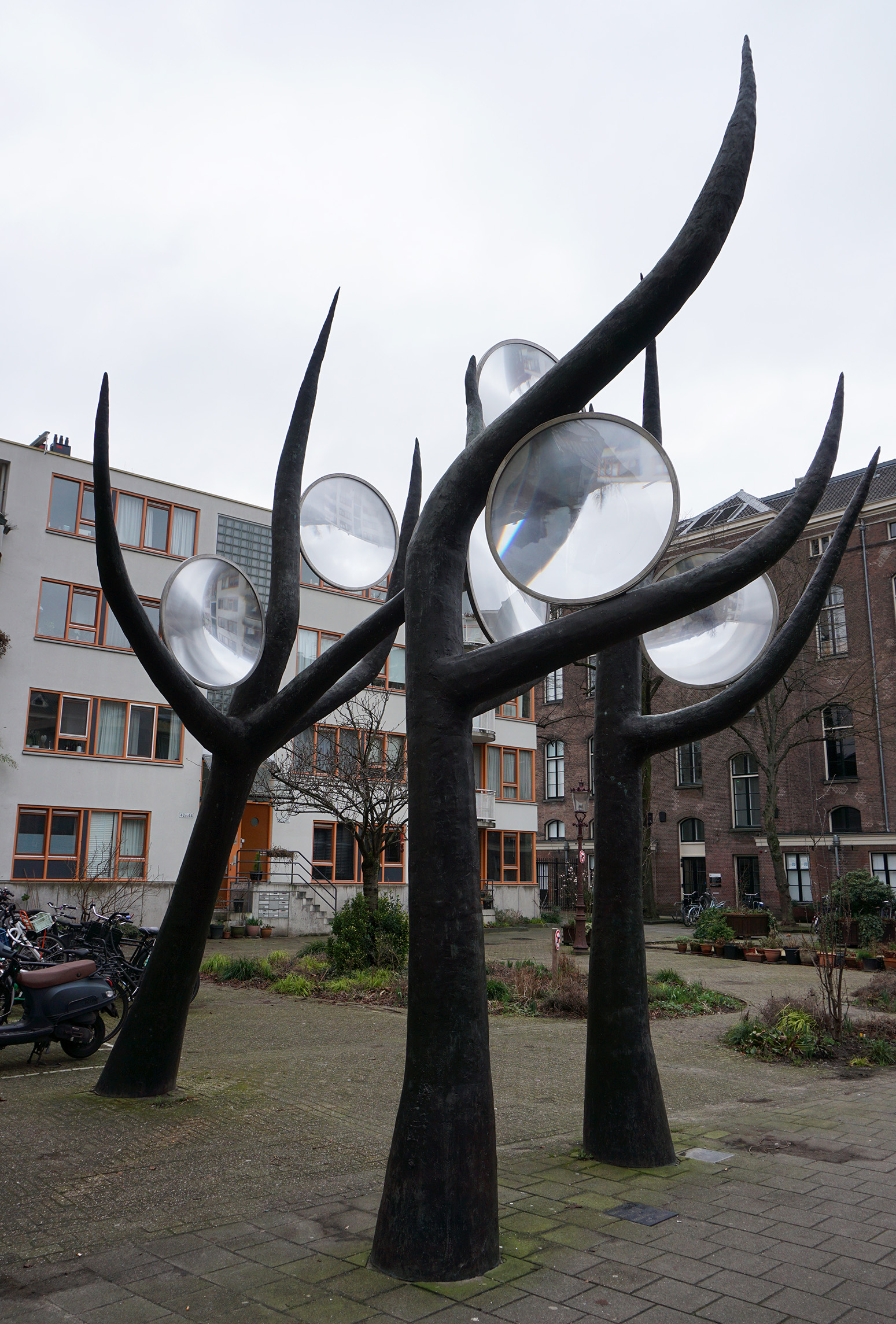
The Lens Trees (1989) Thom Puckey. Binnengasthuisplein, Amsterdam
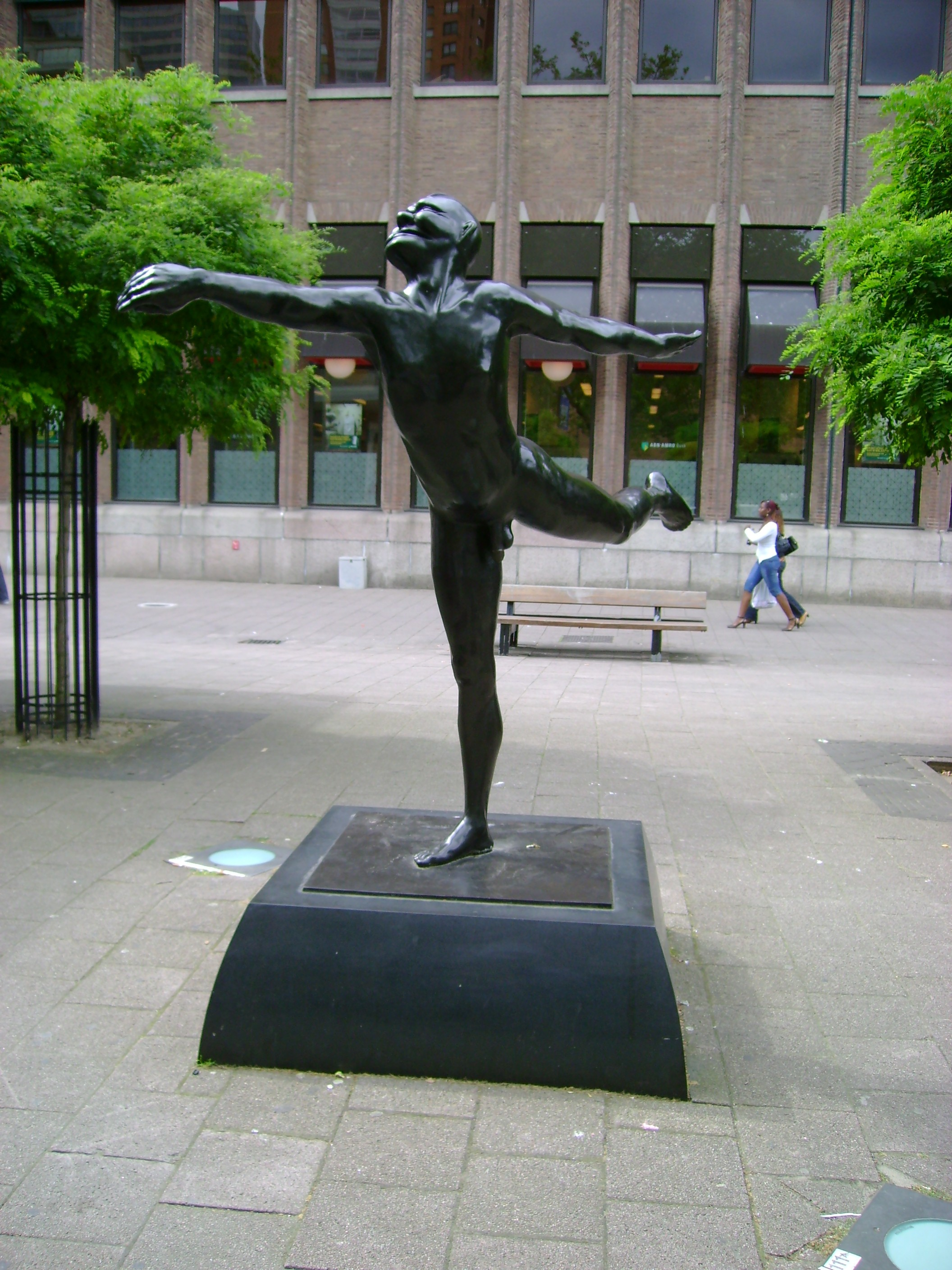
The husband of the Doll (1991) Thom Puckey. International Sculpture Collection, Rotterdam
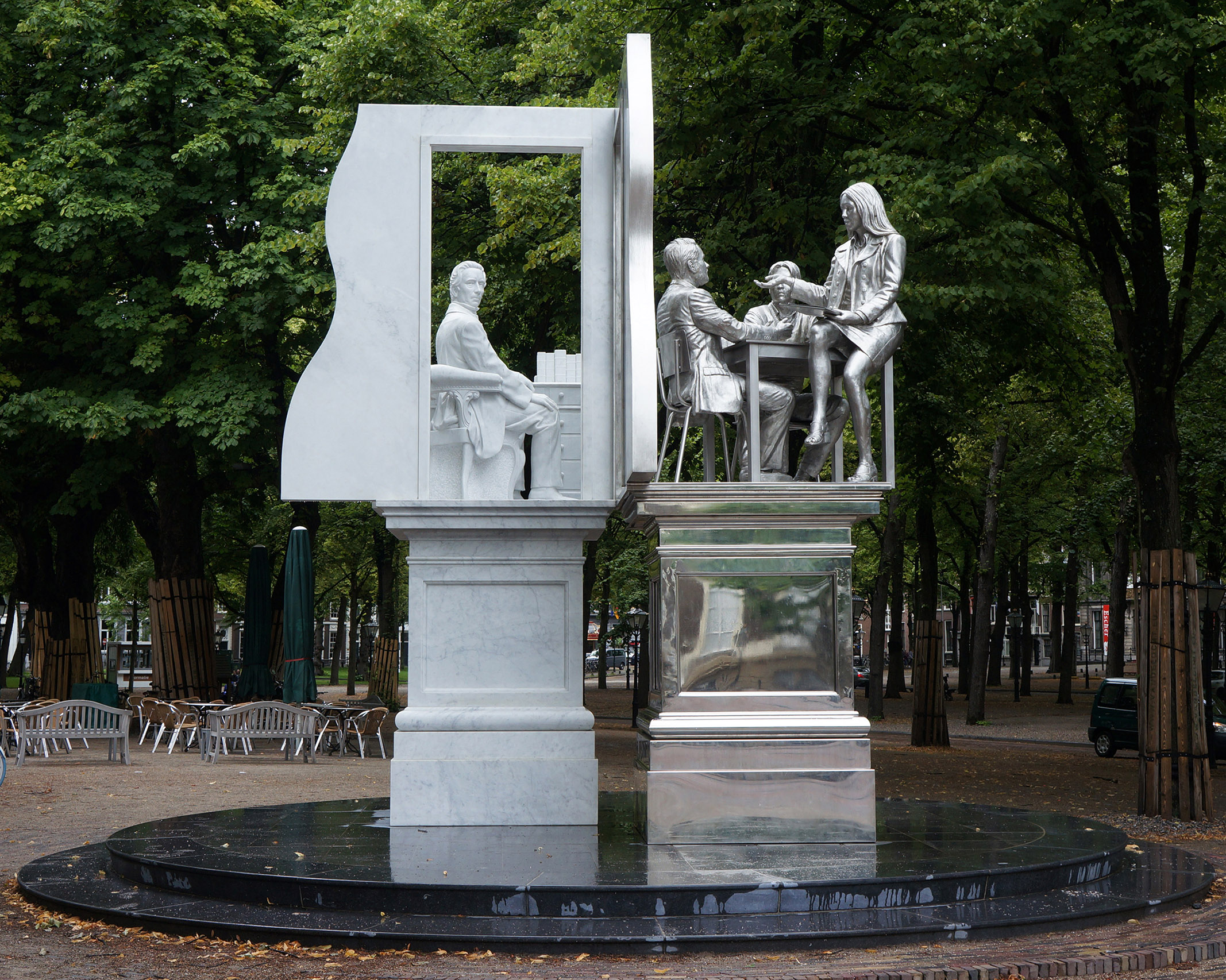
Monument for J.W. Thorbecke (2017) Thom Puckey. Carrara marble and Stainless Steel. Tornooiveld, Den Haag. Commissioned by the City of The Hague
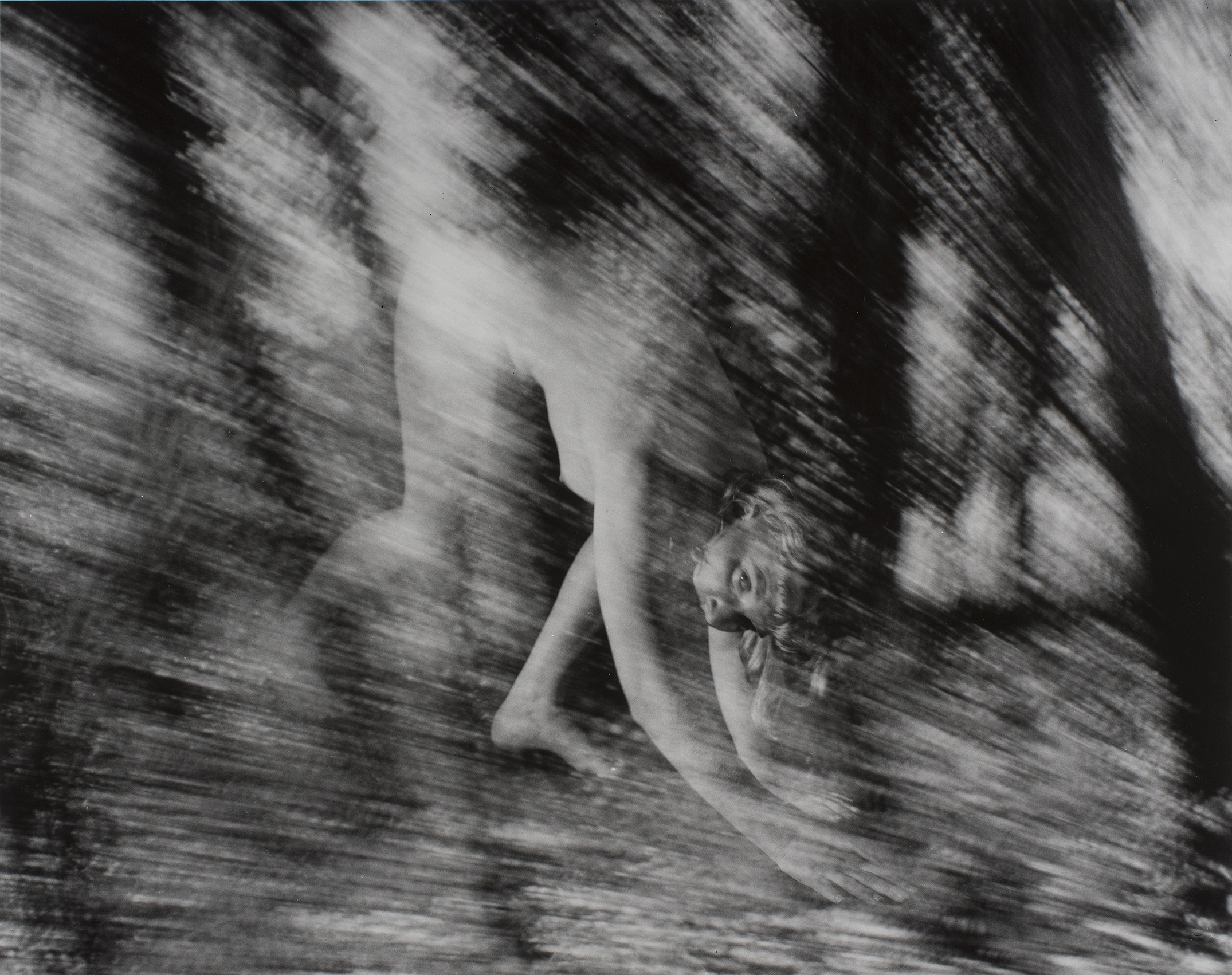
Maenad (2023) Thom Puckey. Analog print from single negative - gelatin silver photo paper 48 x 38,4 cm